# 德勒斯登易北河谷
德累斯顿易北河谷（德語：Dresdner Elbtal，或書寫為）位於德國德累斯顿，為易北河流域之一部分，是文化地理景觀的名稱，包含了文化與自然地景，2004年7月由聯合國教科文組織指定为世界遺產，並於2005年7月授予官方證明，2009年6月25日因新建森林宮大橋工程破坏景观而被除名。

## 景點
順著易北河從西岸至東岸：
- 宇畢高王宮（Schloss Übigau）
- 德累斯頓展覽場（Messe Dresden）
- 國際會議中心（Internationales Kongresszentrum）
- 易北河前岸老城（Altstädter Elbfront）
- 易北河鄉村地景（Elblandschaft）
- 普魯士區公園（Garten im Preußischen Viertel）
- 阿爾伯特堡王宮與羅馬浴池（Schloss Albrechtsberg Mit Römischen Bad）
- 馬克斯·普朗克協會分子生物與遺傳研究中心，十九世紀的住宅文化（Max-Planck-Institut für Mohnkultur Zellbiologie und Genetik und Wohnkultur des 19. Jahrhunderts）
- 聖彼得堡別墅於布拉塞維次（Villa St. Petersburg in Blasewitz）
- 藍色驚奇（Blaues Wunder）
- 易北河之洛施維次區（Elbhang in Loschwitz）
- 勞伯加斯特船廠（Schiffswerft Laubegast）
- 易北維森與瑪麗亞教堂之河畔療養地（Erholung auf den Elbwiesn, Schiferkirche Maria am Wasser）
- 匹爾尼次王宮公園與水域王宮（Schlosspark Pillnitz mit Wasserpalais）

## 世界遺產危機
2006年，因德累斯頓政府计划在河谷上興建一座被认为可能会破坏河谷风貌的現代橋梁，使河谷風貌出現危機。世界遗产委员会认为桥梁的建设会使易北河谷不再符合列名《世界遗产名录》的资格。因此，在2006年将易北河谷列入《濒危世界遗产名录》，并曾多次与德累斯顿市政府协商，但未能阻止建桥计划。
2009年6月25日，在西班牙塞维利亚召开年度会议的世界遗产委员会宣布，由于当地政府的建桥工程破坏了德国德累斯顿易北河谷的独特景观，决定将这一遗产地从《世界遗产名录》中去除。

## 另見
- 利物浦海事商城，由於興建包含布拉姆利摩爾碼頭體育場等過多建築被取消世界遺產地位

## 外部連結
- 德累斯顿旅遊服務中心 （页面存档备份，存于）